# Mezőfalva
Mezőfalva is een plaats (nagyközség) en gemeente in het Hongaarse comitaat Fejér. Mezőfalva telt 4908 inwoners (2001).